# Zuilen (gemeente)
Zuilen was tot 1954 een gemeente in de Nederlandse provincie Utrecht. Deze gemeente besloeg het grondgebied van het huidige dorp Oud-Zuilen, de huidige wijk Zandweg-Oostwaard in Maarssen, en de (sub)wijk Zuilen in de stad Utrecht.

## Geschiedenis

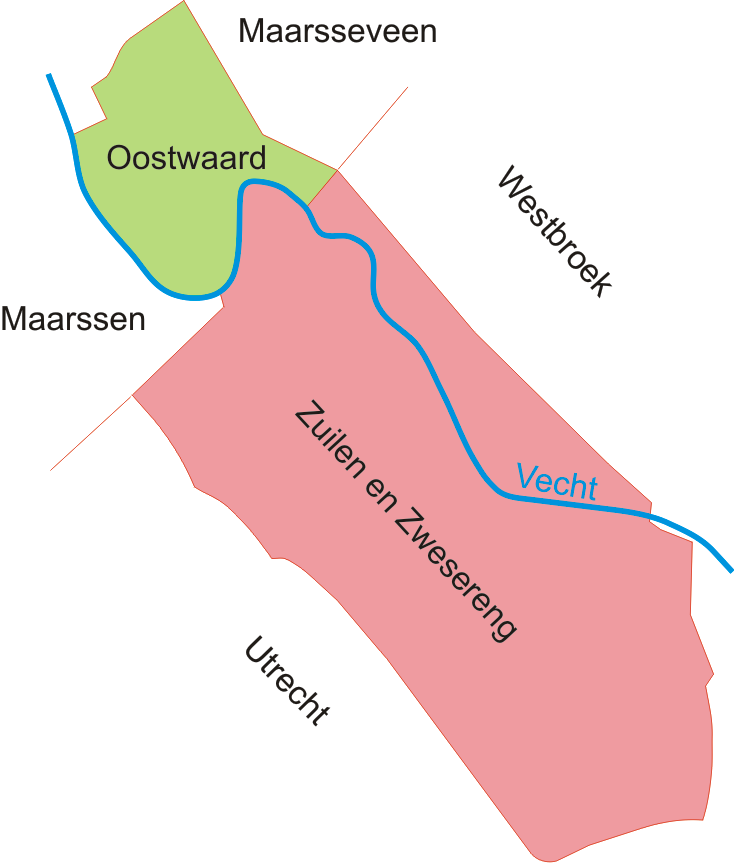
De gerechten Zuilen en Oostwaard.

Zuilen heeft zijn naam te danken aan het geslacht Van Zuilen uit de omgeving van Kleef, dat omstreeks 1247 het gebied in handen kreeg. Oorspronkelijk heette de plaats Zwesen. Deze naam heeft nog lang voortgeleefd in de Zweesereng, een gebied op de linkeroever van de Vecht. De familie kreeg van de bisschop van Utrecht ook het recht de aangrenzende moerassen op de rechteroever van de Vecht te ontginnen. Deze ontginning Westbroek bleef tot de vorming van de gemeenten in het bezit van de heren van Zuilen.
In Zwesen/Zuilen stond sinds circa 1050 een romaanse kapel die viel onder de jurisdictie van de kerk van de stad Utrecht. Waarschijnlijk gebouwd door bisschop Bernulphus/Bernold van Utrecht, maar voor de reformatie is er geen eigen parochie ontstaan. Pas na de reformatie kreeg Zuilen in 1651 een eigen predikant en kon er gedoopt en getrouwd worden. In 1654 werd de romaanse kapel wegens bouwvalligheid afgebroken en op dezelfde plek een nieuw hervormd kerkje gebouwd.
Op 1 januari 1812 werd de gemeente Oostwaard bij Zuilen gevoegd. De gemeente bestond hiermee uit twee vroegere heerlijkheden: de heerlijkheid Zuilen-en-Zwesereng en de heerlijkheid Oostwaard. Op 1 januari 1815 werd dit feitelijk bij Koninklijk Besluit bevestigd. De grens van de gemeenten Zuilen en Utrecht op de westoever van de Vecht werd gevormd door de Lage Weide (nu Nijverheidsweg/Lage Weide/Rutherfordweg) tot aan de Proostwetering (nu Niels Bohrweg). Vanaf dit punt tot aan de Vecht was de (Maarssense) Proostwetering de grens tussen Zuilen en Maarssen(broek). 
In 1896 is een gemeentehuis gebouwd in Oud-Zuilen (Dorpsstraat 3), dat in gebruik was tot in 1929 het buitenhuis Daelwijck die functie kreeg. Rond 1915 vestigden de grote metaalindustrieën Demka en Werkspoor zich in Zuilen en daarmee ontstonden de woonbuurten De Lessepsbuurt en Elinkwijk.
Bij de gemeentelijke herindeling van 1 januari 1954 werden het dorp Zuilen, de Zwesereng ten noorden en het park Groenhoven ten zuiden van de Zuilenselaan, alsmede de Zuilenselaan zelf en Oostwaard toegevoegd aan de toenmalige gemeente Maarssen, terwijl de Zwesereng ten zuiden van de Zuilenselaan en het park Groenhoven (Nieuw-Zuilen) en Zuilen op de oostoever van de Vecht ten zuiden van Slotlaan aan de gemeente Utrecht werden toegevoegd. Het dorp Zuilen werd al lang daarvoor 'Oud-Zuilen' genoemd.
Ten tijde van de annexatie bestond het college van burgemeester en wethouders uit burgemeester O. Norbruis en de wethouders Kievit, Ruijgrok en de Wit met secretaris A.J. van der Weert.
Op het Prins Bernhardplein (bij de rotonde Burgemeester Norbruislaan, J.M. de Muinck Keizerlaan en Prins Bernhardlaan) staat sinds 1954 een monument ter herinnering aan de herindeling. Tot 2011 stond daarop de inscriptie 'Zuilen 750-1953 - Als gemeente opgeheven - Als gemeenschap gebleven'. In 2012 is tijdens de herinrichting van het Prins Bernhardplein de tekst aangepast tot 'Zuilen 750-1953 - Als gemeente opgeheven - Als gemeenschap toch gebleven!'. Het gemeentebestuur van Utrecht vond in 1954 het woordje 'toch' te ver gaan.
Op 1 januari 2011 heeft een nieuwe gemeentelijke herindeling plaatsgevonden waarbij de gemeente Maarssen werd opgenomen in de gemeente Stichtse Vecht.

## Geboren in Zuilen

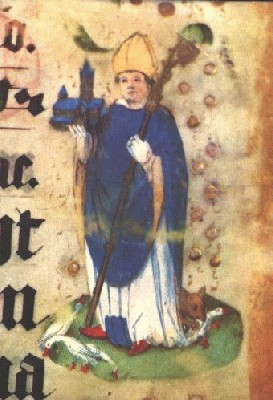
Sint Ludger (*742)

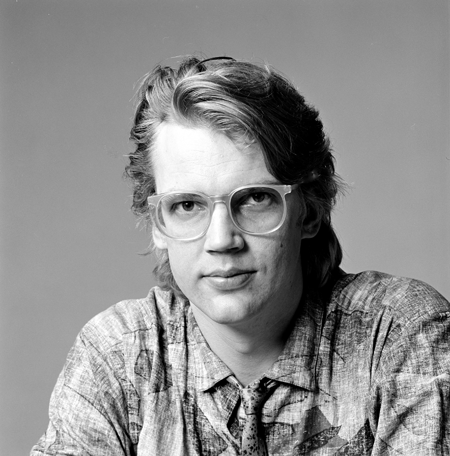
Henk Westbroek (*1952)

- Liudger (742-809), rooms-katholiek bisschop
- Jan Maximiliaan van Tuyll van Serooskerken (1710-1762), generaal-majoor van de Cavalerie.
- Isabella Agneta Elisabeth van Tuyll van Serooskerken (1740-1805), schrijfster en componiste
- Anna Elisabeth Christina van Tuyll van Serooskerken(1745-1819), schrijfster en kasteelvrouwe van Amerongen
- Reinout Diederik van Tuyll van Serooskerken (1746-1784), jurist en rekenmeester in Utrecht, heer van Heeze, Leende en Zesgehuchten
- Johannes Adrianus van den Bosch (1813-1870), minister van oorlog
- Nicolaas Pieter van der Stok (1841-1907), KNIL-officier en ridder in de Militaire Willems-Orde
- Johannes Andries Van der Stok (1846-1899), officier van gezondheid eerste klasse bij het Indisch leger
- Hans Georg Inundat van Tuyll van Serooskerken (1917-1988), landdrost en burgemeester
- Tiede Herrema (1921-2020), zakenman die in 1975 door de IRA ontvoerd werd
- Tonny van der Linden (1932-2017), voetballer
- Michel Stolker (1933-2018), wielrenner
- Reinier Kreijermaat (1935-2018), voetballer
- Nico de Bree (1944-2016), voetballer
- Henk van Hoorn (1944), presentator
- Joop van Tellingen (1944-2012), paparazzo
- Wim van Scharenburg (1948), schrijver en 'zuiloloog'
- Willem Vermeend (1948), politicus en econoom
- Jan Reiff (1949), journalist
- Henk Westbroek (1952), zanger, kroegbaas, radio- & televisiepresentator en politicus
- John Wilschut (1952), voetballer